# Ак-Коюнлу

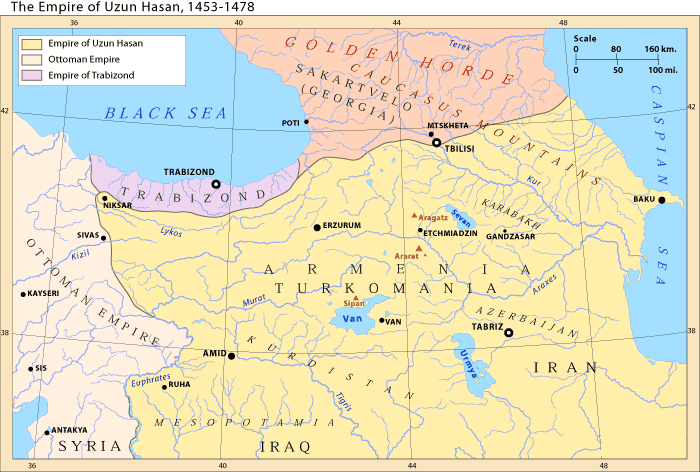

Ак-Коюнлу (тюркське — білобаранні, від ак — білий та коюн — вівця) — назва племінного об'єднання огузів, його правлячої династії та створеної ними держави Аккойнлу, яка займає значне місце в історії становлення азербайджанського народу. Водночас Азербайджан займає важливе місце в історії етатизму.
Первісно Ак-Коюнлу звалося об'єднання кочових племен тюрків-огузів, що жили у верхів'ях Євфрату в XIV—XV століттях. Таку само назву мала династія, що очолювала це об'єднання й походила з провідного племені союзу баяндир. На початку XV століття Ак-Коюнлу створили однойменну феодальну державу. За правління Узун-Хасана (1453-1478) Ак-Коюнлу розгромили свого основного ворога — Кара-Коюнлу. Захопивши Вірменію, Азербайджан, Арабський Ірак та Західний Іран, Узун-Гасан зробив своєю столицею Тебриз. Вів невдалі війни з Туреччиною, в 1477 воював з Грузією. На початку XVI століття держава Ак-Коюнлу була розбита кизилбашами на чолі з шахом Ісмаїлом.